# 構造原理

原子轨道和分子轨道

构造原理（英語：Aufbau principle，又称構造原理、構築原理或馬德隆規則）是以光谱学事实为基础，从氢开始，随核电荷数递增，新增电子填入能级的顺序。决定了原子、分子和离子中電子在各能級的排布。而構造原理認為全部電子是一個一個地依次進入電場（低能量軌域），待低能量軌域填滿後，才填入高能量軌域，並假設對電場而言它們是處於最穩定的情況中。假若違反构造原理，將導致電子組態的不穩定。它是在1920年前後由尼爾斯·波耳正式提出，主要是以量子力學描述。
遞建原理的特例：
- 對於鉻，排布應為基態：1s2 2s2 2p6 3s2 3p6 3d5 4s1 而非激發態：1s2 2s2 2p6 3s2 3p6 3d4 4s2
- 對於銅，排布應為基態：1s2 2s2 2p6 3s2 3p6 3d10 4s1 而非激發態：1s2 2s2 2p6 3s2 3p6 3d9 4s2

簡而言之，若有...nd4 (n+1)s2或者...nd9 (n+1)s2的時候，排布應為nd5 (n+1)s1和nd10 (n+1)s1